# NGC 2807A
NGC 2807A је лентикуларна галаксија у сазвежђу Рак која се налази на NGC листи објеката дубоког неба.
Деклинација објекта је + 20° 1' 45" а ректасцензија 9h 16m 57,6s. Привидна величина (магнитуда) објекта NGC 2807 износи 15,0 а фотографска магнитуда 16,0. NGC 2807A је још познат и под ознакама MCG 3-24-30, PGC 26212.